# Posthumous Forgiveness
«Posthumous Forgiveness» (с англ. — «Посмертное прощение») — песня австралийской рок-группы Tame Impala, четвёртый трек и третий сингл с альбома The Slow Rush, выпущенный 3 декабря 2019 года. Автор слов и музыки — Кевин Паркер.

## Отзывы критиков
По мнению рецензента интернет-издания Pitchfork Джиллиан Мэйпс, рифф в первой части песни звучит так, как если бы его сыграл Джимми Пейдж. Макс Фридман из The A.V. Club отметил, что «слегка чудные эффекты нивелируют пикантность» в песне первые две минуты.

## Чарты
| Чарт (2019)                        | Высшая позиция |
| ---------------------------------- | -------------- |
| Португалия                         | 135            |
| США (Hot Rock & Alternative Songs) | 8              |